# BeamNG.drive
BeamNG.drive é um jogo eletrônico de simulação de veículos desenvolvido e publicado pela BeamNG, empresa alemã com sede em Brema. O jogo possui uma dinâmica de corpo macio e está disponível para Windows em uma versão de acesso antecipado na loja Steam desde 29 de maio de 2015.

## Desenvolvimento
Em 29 de maio de 2012, a BeamNG lançou no YouTube um vídeo em que demonstrava mecânicas do  CryEngine 3, então motor gráfico que o projeto era baseado. No entanto, seu uso em um jogo de veículos apresentou inúmeros problemas e o desenvolvimento migrou para o Torque Game Engine, sendo em grande parte programado em Lua. No tocante à física, o BeamNG.drive utiliza uma dinâmica de corpo macio em tempo real para simular a deformação dos carros. O motor gráfico simula uma rede de pontos e retas combinados em uma espécie de esqueleto invisível dos veículos levando em conta suas massas.
A desenvolvedora do jogo abriu o site oficial no dia 8 de maio de 2012. BeamNG.drive foi colocado em votação no Steam Greenlight em 12 de fevereiro de 2014, recebendo luz verde oito dias depois. O jogo encontra-se na Steam em sua versão de acesso antecipado desde 29 de maio de 2015.